# Ponte Pedro e Inês
A Ponte Pedro e Inês é uma ponte pedonal e de ciclovia sobre o rio Mondego, no Parque Verde do Mondego da cidade de Coimbra, a montante da Ponte de Santa Clara e a jusante da Ponte Rainha Santa Isabel. Foi inaugurada em 2006 no âmbito do Programa Pólis e custou 4,9 milhões de euros.
É uma obra projetada pelo engenheiro António Adão da Fonseca e pelo arquiteto Cecil Balmond. A ponte tem cinco vãos desiguais vencidos por arcos metálicos abatidos, o maior deles com 110 metros. A extensão total é de 274,5 metros, tendo o tabuleiro uma secção mista aço-betão armado. O passadiço é em madeira e tem quatro metros de largura, criando a meio uma praça com oito metros de largura; as guardas são em vidro laminado de quatro cores: amarelo, azul, verde e rosa.Altura 5 metros. 